# Tausendblattgewächse
Tausendblattgewächse (Haloragaceae), genannt auch Seebeerengewächse, sind eine Pflanzenfamilie in der Ordnung der Steinbrechartige (Saxifragales) innerhalb der Bedecktsamigen Pflanzen (Magnoliopsida). 

## Beschreibung

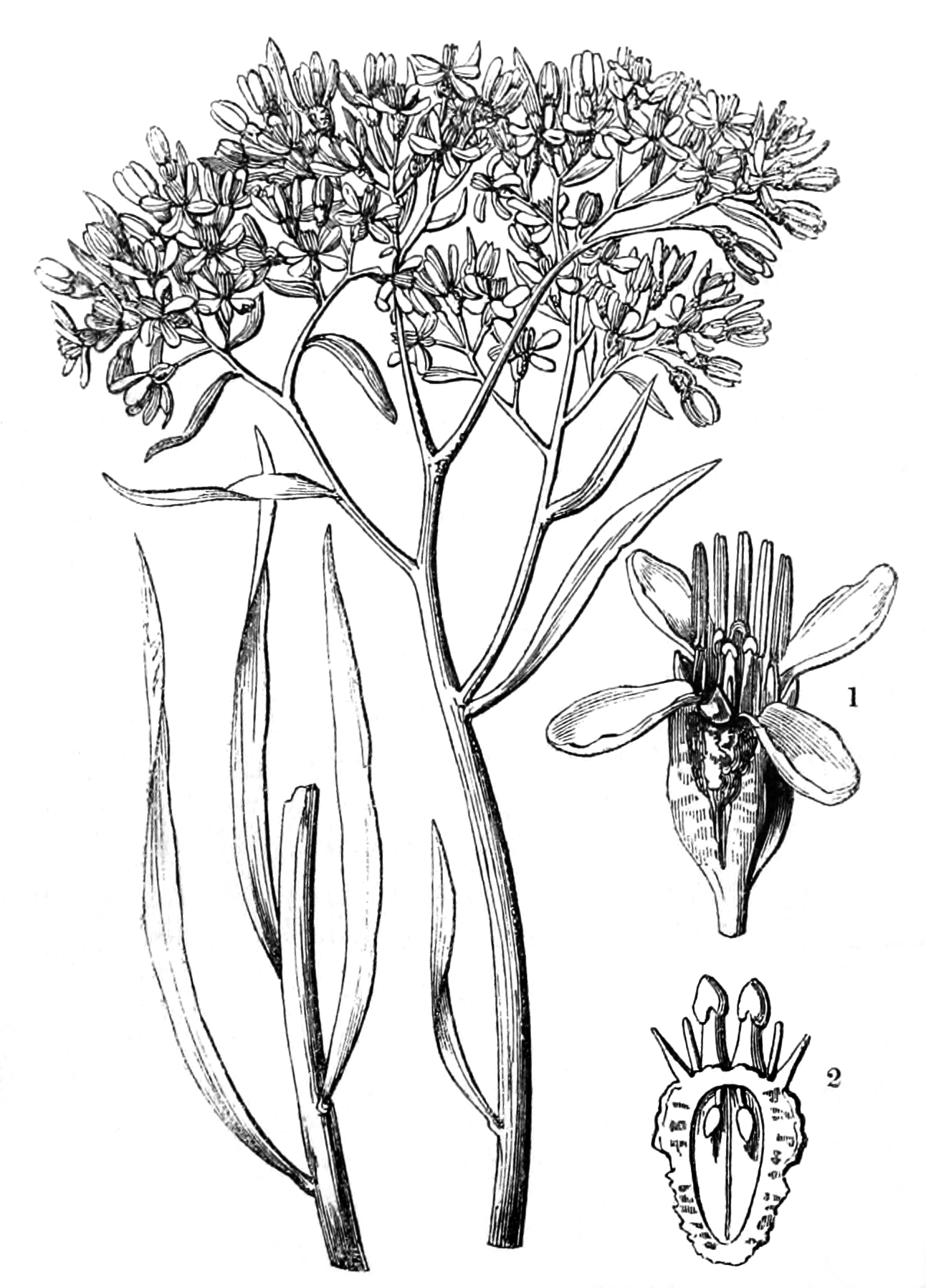
Illustration von Glischrocaryon aureum

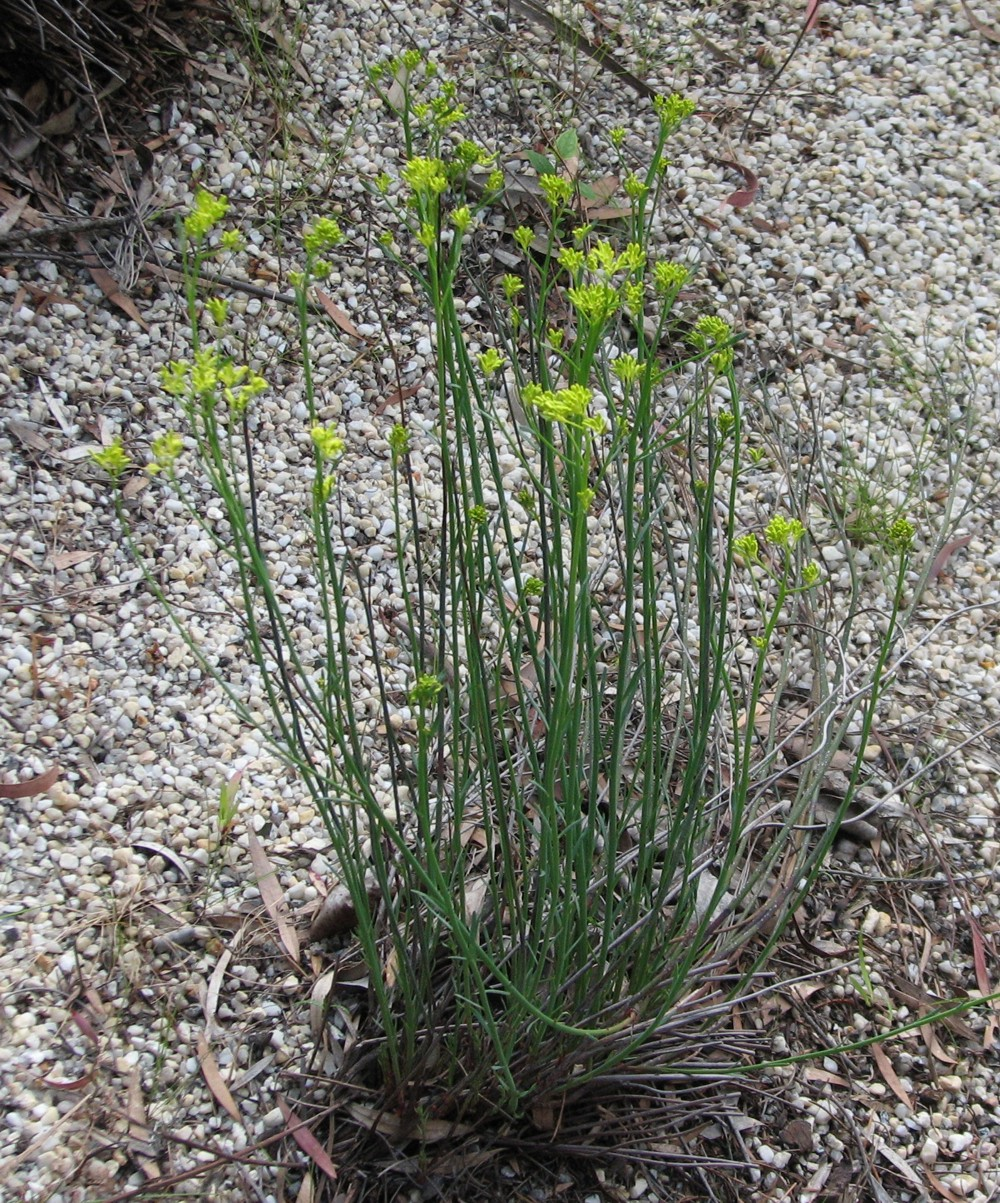
Habitus und Blütenstände von Glischrocaryon behrii

### Vegetative Merkmale
Bei den Tausendblattgewächsen handelt es sich um ausdauernde, selten auch einjährige, krautige Pflanzen, es gibt aber auch verholzende Arten. Sie wachsen entweder an Land oder es sind Wasser- (Tauch-) oder Sumpfpflanzen. Die wechselständig, gegenständig oder quirlständig angeordneten Laubblätter sind gestielt bis ungestielt. Die Blattspreite ist einfach oder geteilt. Der Blattrand ist oft gezähnt. Nebenblätter gibt es nicht.

### Generative Merkmale
Die Arten sind meistens einhäusig getrenntgeschlechtig (monözisch). Die Blüten stehen manchmal einzeln, oder meist in ährigen, selten in schirmtraubigen oder traubigen Blütenständen. Die meist radiärsymmetrischen Blüten sind fast immer klein und eingeschlechtig, aber auch zwittrigen Blüten kommen vor. Es ist ein doppeltes Perianth vorhanden oder es erfolgt ein schrittweiser Übergang von Kelch- zu Kronblättern, wobei je zwei oder vier freie Kelch- und Kronblätter vorhanden sind. Es sind selten drei, meist vier oder acht fertile Staubblätter vorhanden. Selten zwei, meist drei bis vier Fruchtblätter sind zu einem unterständigen Fruchtknoten verwachsen. Pro Fruchtblatt gibt es nur eine Samenanlage. Der synkarpe Fruchtknoten ist unterständig. Die Bestäubung erfolgt meist durch Wind (Anemophilie).
Die Blütenformel lautet:
{\displaystyle \star K_{3-4}\;C_{3-4}} oder {\displaystyle C_{0}\;A_{2-8}\;G_{\overline {(2-4)}}}
Es werden Steinfrüchte, Nussfrüchte oder in Nüsschen zerfallende Spaltfrüchte gebildet. Die Samen enthalten mehr oder weniger viel ölhaltiges Endosperm.

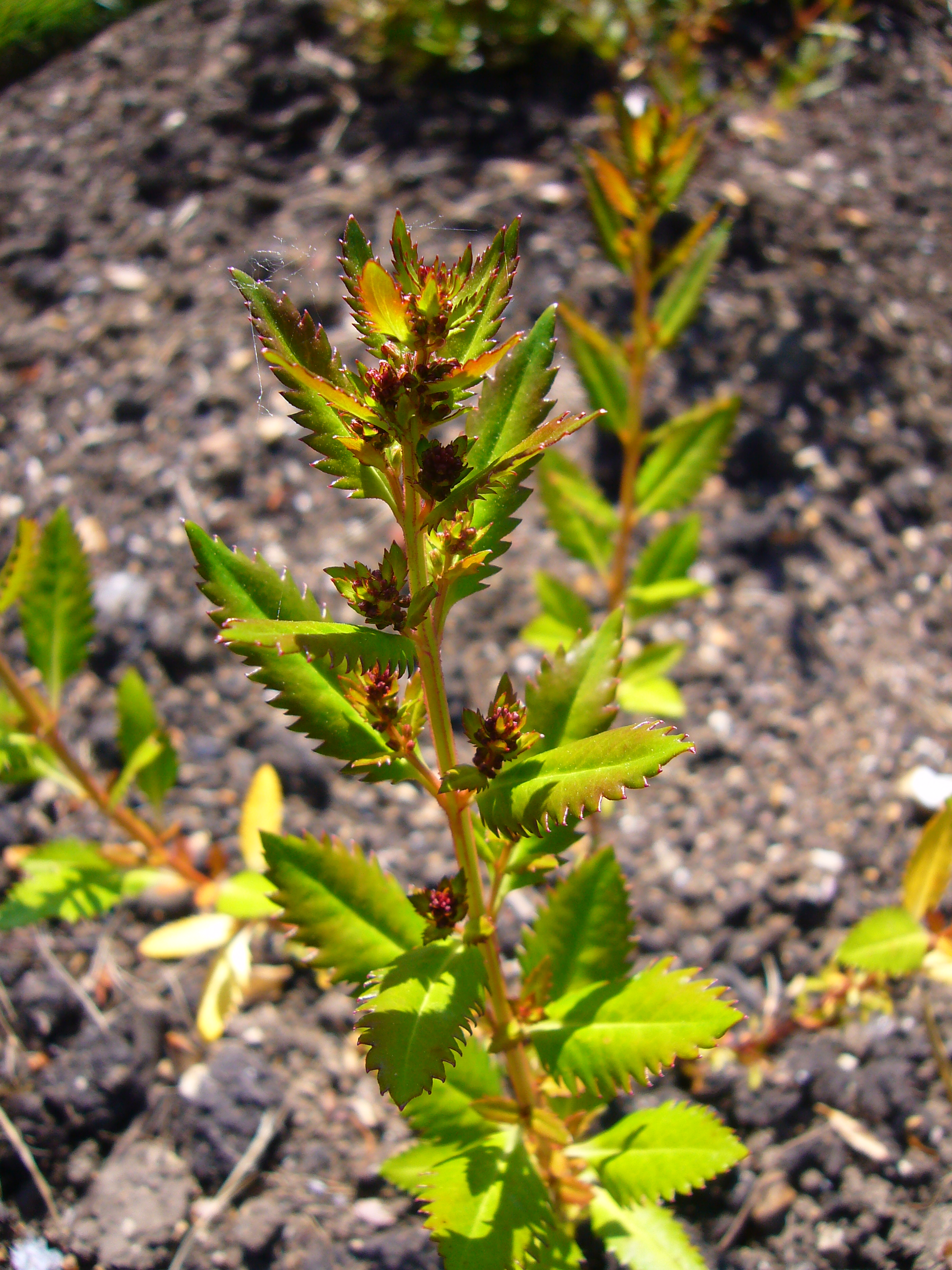
Habitus von Haloragis erecta

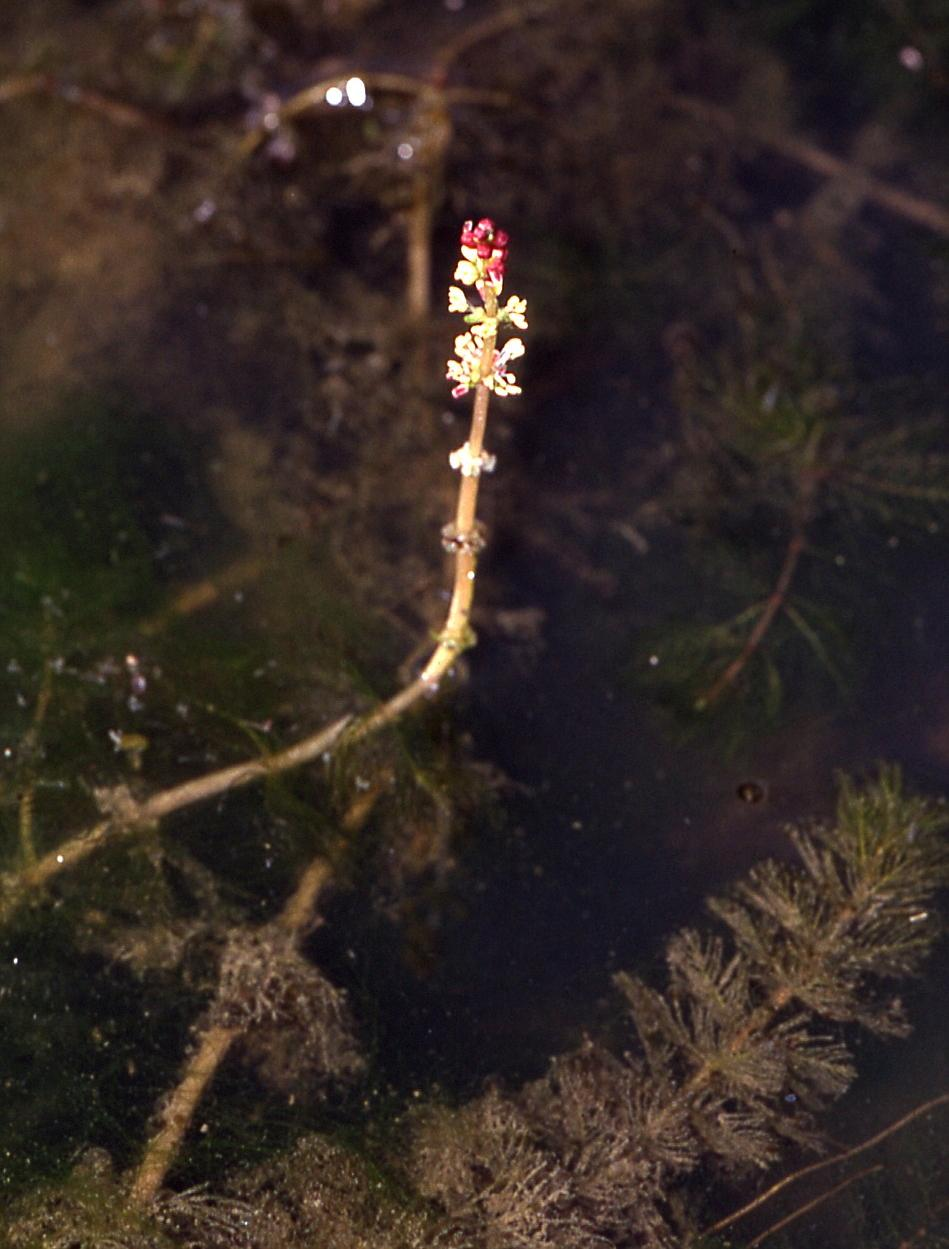
Myriophyllum spicatum mit vegetativen Pflanzenteilen unter Wasser und über dem Wasser stehenden Blütenstand

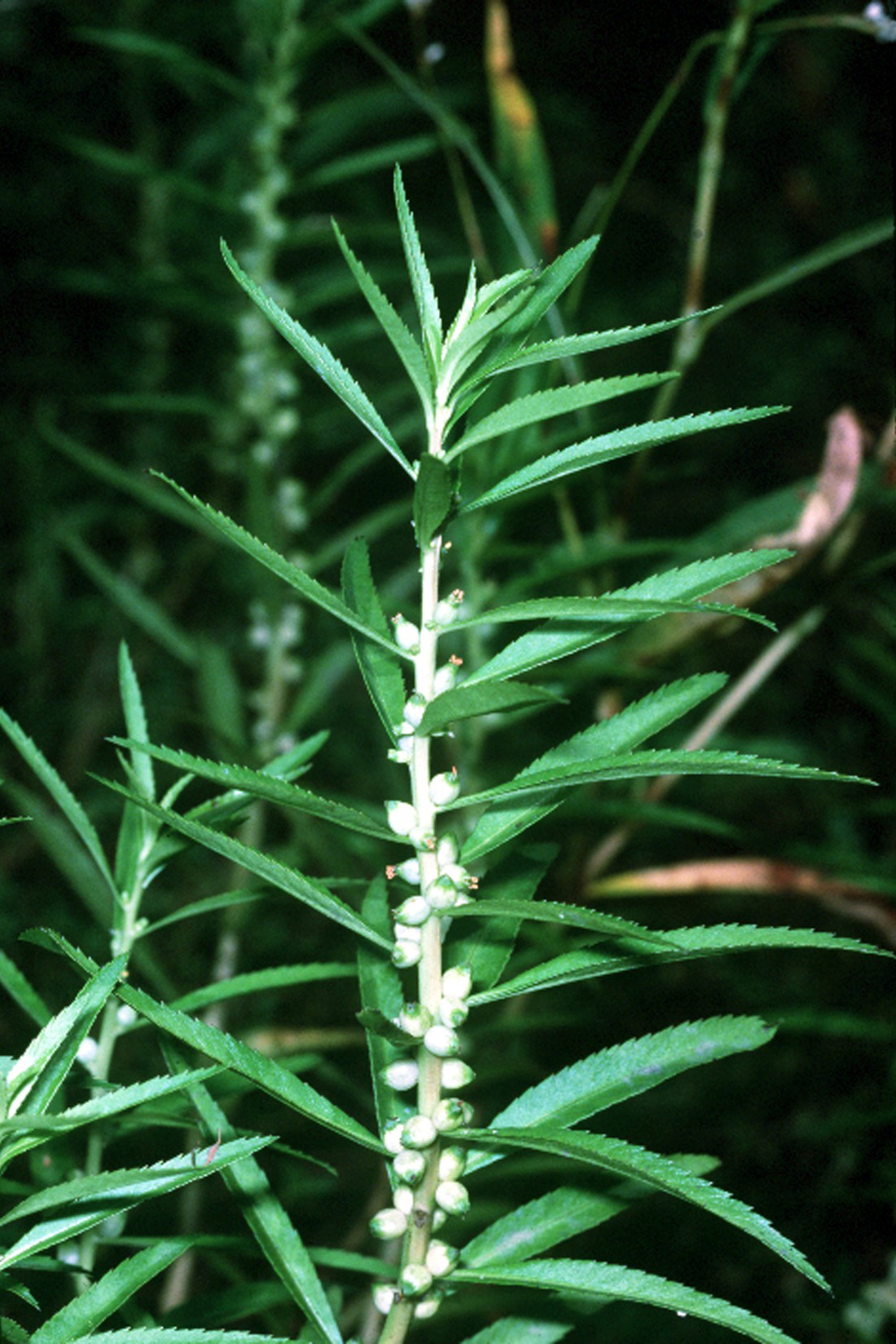
Proserpinaca palustris

## Systematik und Verbreitung
Der Familienname Haloragaceae wurde 1814 von Robert Brown in A Voyage to Terra Australis, 2, S. 549 aufgestellt. Typusgattung ist Haloragis J.R.Forst. & G.Forst. Synonyme für Haloragaceae R.Br. sind: Cercodiaceae Juss. und Myriophyllaceae Schultz Sch.
Die Verbreitung ist fast weltweit – der Schwerpunkt der Artenvielfalt liegt auf der Südhalbkugel, u. a. in Australien.
Zur Familie der Haloragaceae gehören etwa acht Gattungen mit 145 Arten:
- Glischrocaryon Endl.: Mit etwa fünf nur in Australien vorkommenden Arten.
- Gonocarpus Thunb.: Mit etwa 35 Arten im südwestlichen Asien und hauptsächlich in Australien und Neuseeland.
- Haloragis J.R.Forst. & G.Forst.: Die etwa 27 Arten kommen in Australien (22 Arten) und im südlichen Pazifik vor.
- Haloragodendron Orchard (Syn.: Cercodia Banks ex Murray, Meionectes R.Br.): Mit etwa fünf in Australien heimischen Arten. Es sind Sträucher (-dendron für Baum).[2][3]
- Laurembergia P.J.Bergius: Mit etwa vier Arten.
- Meziella Schindl.: Mit der einzigen Art:
  - Meziella trifida (Nees) Schindl. in Australien.
- Tausendblatt (Myriophyllum L., Syn.: Enydria Vell., Vinkia Meijden): Mit etwa 60 Wasserpflanzen-Arten.[4] Einige Myriophyllum-Arten  werden als Zierpflanzen in Aquarien und Gartenteichen verwendet. In manchen Gebieten werden die Pflanzen aus den Gewässern geholt und als Dünger oder Futter verwendet. Medizinische Wirkungen wurden untersucht.[5]
- Proserpinaca L.: Von den mehreren Arten, die in Nordamerika beheimatet sind, wird Proserpinaca palustris L. (Syn.: Proserpinaca pectinata; Trivialname: Sumpfkammblatt)[6] als Aquarienpflanze verwendet.

Die Taxa der früheren Familien Cercodiaceae und Myriophyllaceae werden in APG IV in die Haloragaceae eingeordnet. Früher gehörte auch die Gattung Gunnera in diese Familie.